# アンドレイ・ハモス・ド・ナシメント
アンドレイ（Andrey）ことアンドレイ・ハモス・ド・ナシメント（ポルトガル語: Andrey Ramos do Nascimento、1998年2月15日 - ）は、ブラジルのサッカー選手。ポジションはMF。

## クラブ歴
CRヴァスコ・ダ・ガマの下部組織からトップチームに昇格し、2016年にデビューした。

## 代表歴
U-17代表として2015 南米U-17選手権、2015 FIFA U-17ワールドカップに参加した。